# Даврос
Даврос (англ. Davros) — персонаж британского научно-фантастического телесериала «Доктор Кто», один из злейших врагов Доктора и создатель расы далеков. Создан сценаристом Терри Нейшном как гениальный учёный с планеты Скаро, который может похвастаться знаниями в самых различных областях науки, но при этом страдает манией величия (он считает, что знания нужны лишь для достижения власти над всеми существами во Вселенной).

## Концепция
Впервые Даврос появляется в серии двенадцатого сезона классического «Доктора Кто» «Происхождение далеков». Идея создания образа гениального, но при этом не использующего свои знания во благо, учёного принадлежит сценаристу серии, Терри Нейшну. Нейшн при создании расы далеков опирался на идеологию нацистской Германии, поэтому он наделил Давроса глубокими фашистскими убеждениями. Над внешним обликом создателя далеков работали художник по спецэффектам Питер Дей и скульптор Джон Фридлендер, которые и предложили использовать нижнюю часть механической оболочки далека в качестве образца для дизайна передвижного кресла Давроса. Продюсер Филипп Хинчклифф попросил Фридлендера сделать Давроса похожим на Мекона, злодея из серии комиксов Eagle с яйцеобразной головой и иссушенным телом.
Первым исполнителем роли Давроса стал Майкл Уишер, который до этого появлялся в гостевых ролях в нескольких предыдущих сериях; также его голосом говорят далеки в сериях «Космическая граница», «Планета далеков» и «Смерть далекам». Воплощая на экране образ учёного-каледа Уишер руководствовался взглядами философа Бертрана Расселла. Кроме того, чтобы привыкнуть к гриму, актёр долгое время тренировался, нося на голове бумажный пакет. Сам грим представлял собой тяжёлую латексную маску, которая покрывала всю голову, кроме области рта. Чтобы скрыть переходы от маски к коже актёра, гримёр Сильвия Джонс наносила тёмный грим, накрашивала губы чёрной помадой и чернила зубы.
В серии «Судьба далеков» Уишера сменил Дэвид Гудерсон, который использовал тот же грим, но для более быстрой работы гримёра маска была разрезана на несколько частей, что также позволило лучше подогнать её под лицо нового актёра. Когда на смену Гудерсону пришёл Терри Моллой, художник Стивен Митчелл разработал для него новый дизайн маски-лица Давроса.

## Описание персонажа
Даврос — представитель каледов, одной из рас, населявших планету Скаро. Его народ участвовал в кровопролитной войне с другой расой планеты — талами. В сериале обычно показан изуродованным и ужасно травмированным, предположительно, из-за попадания снаряда талов в его лабораторию. У него функционирует лишь одна рука, а также он не может открыть глаза, поэтому у него во лбу вживлён кибернетический протез, позволяющий ему видеть. Практически всю историю сериала он передвигается при помощи собственного изобретения — особого устройства, которое одновременно является и инвалидным креслом, и системой жизнеобеспечения (он фактически не может выжить без этого кресла более полуминуты; также, вероятно, дальнейшее развитие этого изобретения привело к появлению механической оболочки далека). Голос Давроса, как правило, мягок и вкрадчив, но когда создатель далеков злится, то его голос становится таким же истеричным и электронным, как и у его творений.

## Биография персонажа

### Столкновения с Четвёртым Доктором

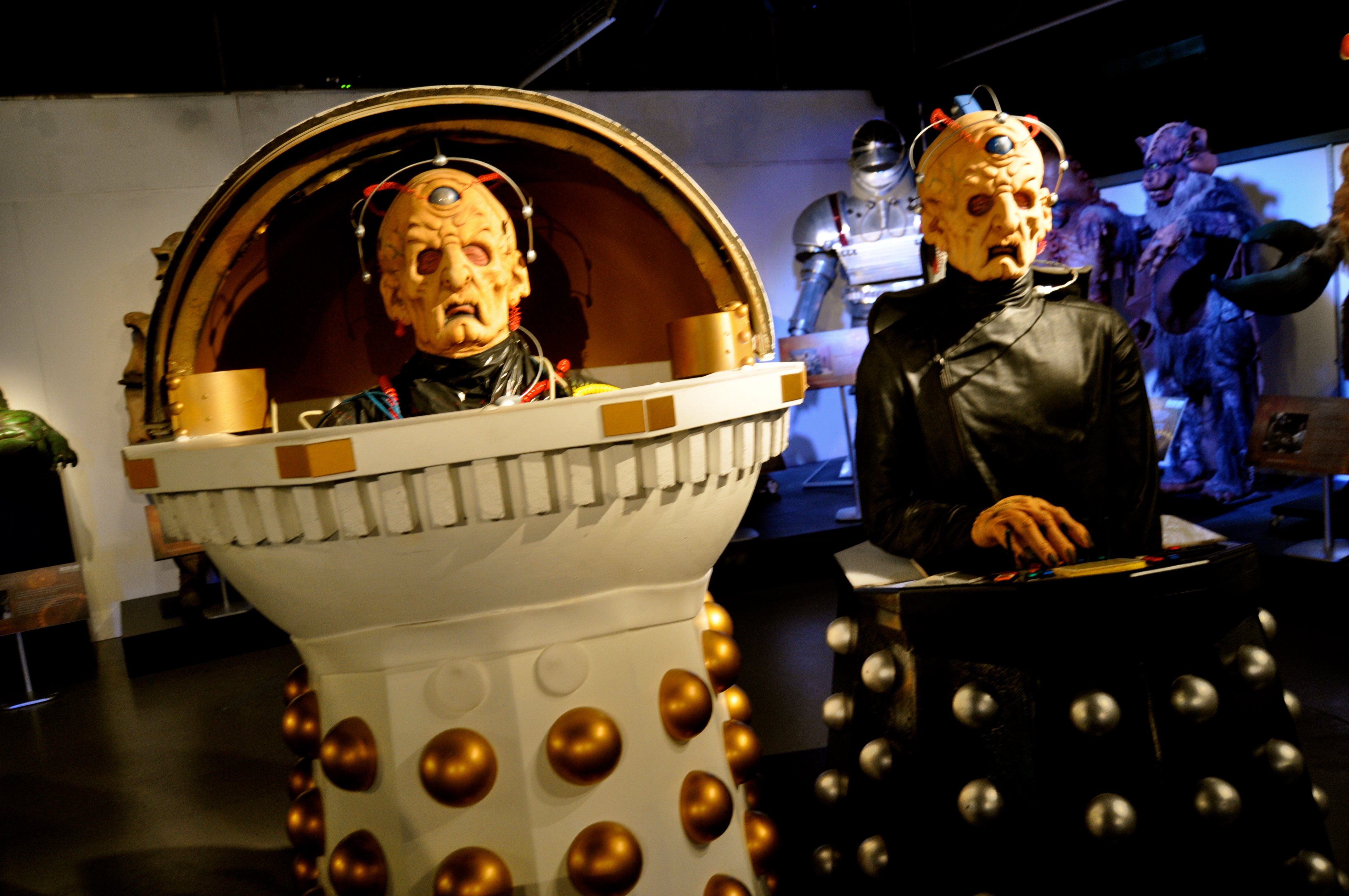
Даврос из классического сериала.

Впервые Даврос встретил Доктора в серии «Происхождение далеков», в которой Повелителя времени (точнее, его четвёртое воплощение) и его спутников отправили на планету Скаро с целью остановить создание далеков. В то время будущий создатель этой расы являлся главным учёным расы каледов и главой Элитного научного подразделения и разрабатывал для своего народа различные стратегии для победы в Тысячелетней войне с другой расой, населяющей Скаро — талами. Узнав, что его сородичи мутируют под воздействием ядерного и биологического оружия, которое использовалось в войне обеими сторонами, Даврос искусственно ускоряет их эволюцию и помещает получившихся осьминогоподобных существ в бронированную механическую оболочку, которую создал по тем же технологиям, что и своё кресло. Позднее он назвал своё творение «далеком», что является анаграммой к слову «калед».
Вскоре Даврос становится одержим новой расой, считая её более совершенной чем любые другие расы во Вселенной. Он проводит новые модификации далеков, благодаря чему они должны лишиться чувств, в том числе жалости и сострадания, что сильно не нравится остальным каледам. Тогда, поняв, что его проект в любой момент могут закрыть, Даврос вступает в сговор с талами и передаёт им формулу вещества, которое позволит сделать защитный купол его народа очень хрупким — в результате все, кто был в куполе, погибают от попадания ядерной боеголовки талов. Когда враги праздновали победу, их начали убивать далеки. Однако против Давроса выступили его коллеги-учёные, они выдвинули ему ультиматум: либо вернуть далекам чувства, либо уничтожить их. Безумный учёный делает вид, что готов на переговоры, зачитывает длинную речь о превосходстве рас, но в итоге появляются далеки и убивают заговорщиков. Тем не менее, его творения, которые больше не желают подчиняться Давросу из-за убеждения в собственном превосходстве над ним, обернулись против него самого — убив всех его сторонников, они в конце концов, стреляют в своего создателя.
В серии «Судьба далеков» раскрывается, что Даврос не погиб: его основная система жизнеобеспечения была повреждена, но запасные схемы успели погрузить его в анабиоз. Спустя века далеки ведут раскопки в старом городе каледов, чтобы найти своего создателя, спящего в руинах. На этот раз они подчиняются учёному, так как его знания необходимы им, чтобы победить расу андроидов-мовелланцев, с которыми ведут войну. Однако Доктор победил армию далеков при помощи их же взрывных устройств, после чего сам Даврос вновь помещён в анабиоз и отправлен на Землю, где должен предстать перед судом.

### Гражданская война далеков
В истории с Пятым Доктором «Воскрешение далеков» Давроса содержат в анабиозе в космической тюрьме, откуда его вызволяет небольшой отряд, состоящий из далеков, человеческих клонов и союзников-людей. Учёный выяснил, что война с мовелланами проиграна благодаря вирусу, который уничтожает только далеков, и решает реконструировать гены далеков так, чтобы они могли распознавать силу нелогичных существ и побеждать их. Для этого он подчиняет себе несколько людей, клонов и двоих далеков, при помощи которых надеется превратить свои творения в повелителей Вселенной. Однако оставшиеся далеки выяснили, что Даврос не собирается делать для них противоядие от вируса, поэтому решают уничтожить его. Тогда учёный выпускает тот самый вирус, но так как физиологии далеков и каледов очень похожи, он сам также оказывается жертвой болезни.
В «Откровении далеков» Шестой Доктор находит Давроса на планете Некрос, где безумный учёный скрывается под именем «Великого целителя» в местном хранилище тел. После событий в космической тюрьме от тела учёного осталась лишь голова, заключённая в прозрачный цилиндр (хотя позднее выясняется, что это была не более чем марионетка, управляемая настоящим Давросом). Безумный учёный использует тела умерших, чтобы изготавливать искусственный протеин, а также для создания полностью лояльных ему белых далеков. Однако работники хранилища, недовольные положением дел, связываются с другими далеками, которые забирают своего создателя на Скаро, где намерены судить его.
В серии «Поминовение далеков» Даврос появляется вновь, уже как император далеков. Он создал свою личную армию из бело-золотых далеков, которых назвал «имперскими». В этой серии тело учёного было помещено в механическую оболочку, и в каждом эпизоде его называли не иначе как «Император». Седьмой Доктор обманывает Императора и далеков и уничтожает их при помощи артефакта Повелителей времени, известного как Рука Омеги, превратив солнце Скаро в сверхновую. Однако один из далеков на мостике императорского корабля рапортует, что личная спасательная капсула Императора покидает корабль-носитель, что свидетельствует о том, что Даврос спасся и в будущем ещё вернётся.

### После Войны Времени
После возрождения сериала, Даврос несколько раз упоминался в связи с убеждениями далеков: Девятый Доктор в серии «Далек» говорит: «Вас создал гений… человек, который был королём своего собственного маленького мира», а в серии «Эволюция далеков» Десятый Доктор упоминает создателя далеков, который полагал, что «отсутствие эмоций делает их сильнее», намекая на Давроса. Сам же учёный появился лишь в предпоследнем эпизоде четвёртого сезона, «Украденная Земля», в которой его сыграл Джулиан Блич. Из сюжета следует, что Даврос считался погибшим в ходе Войны Времени, но, как выяснилось, он был спасён Далеком Кааном, одним из Культа Скаро, и впоследствии использовал кусочки своего собственного тела, чтобы воссоздать «империю» далеков. Под руководством своего создателя далеки украли 27 планет, в том числе и Землю, и переместили их в Каскад Медузы, где они составили идеально сбалансированную систему, рассинхронизированную с остальной Вселенной на одну секунду.
В последующем эпизоде, «Конец путешествия», раскрывается, что созданная система планет является источником энергии для ужасающего изобретения Давроса — Бомбы Реальности. Это оружие должно уничтожить всю жизнь во Вселенной, кроме той, что находится возле Крусибла далеков — станции в центре системы из 27 планет. Однако слишком поздно Даврос узнаёт, что Далек Каан, спасший его из ловушки Войны времени и помогавший своими предсказаниями, на самом деле оказался предателем, цель которого — уничтожить сородичей. Несмотря на то, что Доктор пытается спасти учёного, тот отказывается от помощи и кричит: «Никогда не забывай, Доктор, ты это сделал! Я даю тебе имя навечно: ты — Разрушитель Миров!» В результате Повелитель времени вынужден оставить Давроса на произвол судьбы, поскольку Крусибл разрушается.

### Встреча с Двенадцатым Доктором
Персонаж Давроса вновь появился в сериях девятого сезона «Ученик волшебника» и «Фамильяр ведьмы». По сюжету создатель далеков находится на Скаро, где его жизнь поддерживают всевозможные системы жизнеобеспечения. На пороге смерти Даврос вспоминает себя мальчишкой (в исполнении Джоуи Прайса), когда он впервые встретил Доктора. Как выяснилось, Двенадцатый Доктор попал на Скаро в самым разгар битвы между каледами и талами и увидел мальчика, заблудившегося посреди поля ручных мин (особого оружия в виде кисти руки, которое хватает прохожего за ногу и утаскивает под землю). Сначала Повелитель времени желает помочь, но узнав, что мальчика зовут Даврос, уходит, оставив лишь звуковую отвёртку. Теперь же, умирающий учёный желает вновь встретиться с Повелителем времени, чтобы проститься со старым врагом. На самом же деле всё это был обман: Давросу нужна была энергия регенерации Доктора, чтобы возродить себя и свои творения. Однако в плане учёного оказался один недостаток — те далеки, которые заживо гнили в катакомбах и сточных канавах Скаро, также получили свою долю энергии и своей массой начали разрушать планету. Тем временем Доктор встречает свою спутницу, Клару Освальд, замаскированную под далека, и, не узнав её (что бы она ни говорила, синтезатор голоса выдаёт исключительно характерные для далеков фразы), пытается уничтожить. Однако его неожиданно сбивает с толку то, что синтезатор голоса может воспроизвести слово «милосердие» — для далека это немыслимо — и понимает, что это слово мог запрограммировать только Даврос. Тогда Повелитель времени возвращается в тот же момент, когда бросил его маленьким на минном поле, и на этот раз спасает собственными руками — это оставляет в душе будущего создателя далеков хоть и небольшое, но понятие о милосердии.

## В других медиа

### Комиксы
Журнал Doctor Who Magazine напечатал на своих страницах несколько серий комиксов, в которых, среди прочих персонажей, фигурируетили упоминается также и Даврос. Так, в одном из них, «Немезиде далеков» (англ. Nemesis of the Daleks), Седьмой Доктор встречает Императора и обращается к нему, называя «Давросом», но в ответ получает лишь «Кто такой Даврос?». Для Повелителя времени сущности Императора далеков и Давроса неотделимы друг от друга, но в более поздней серии комиксов, «Императоре далеков» (англ. Emperor of the Daleks), раскрывается, что данный Император не является создателем далеков. Как выяснилось, во временной линии Давроса всё происходящее имеет место до событий «Поминовения далеков», которые для Доктора уже в прошлом. Вместе со своим шестым воплощением он спас Давроса от гнева далеков, в результате чего учёный смог стать императором. В комиксе «Выше всяких богов» (англ. Up Above the Gods) Шестой Доктор и создатель далеков показаны ведущими диалог внутри ТАРДИС.

### Аудио-драмы
Терри Моллой вернулся к роли Давроса в аудио-постановках Big Finish Production,. В издании, которое так и называется — «Даврос», имеются флэшбеки, рассказывающие о жизни учёного до того, как он был изуродован — согласно сюжету он был сильно травмирован в результате попадания снаряда талов в его лабораторию (в новелизации Терренса Дикса серии «Происхождение далеков» высказывалось лишь предположение, что это стало причиной его уродства).
Очевидно, что тот факт, что в аудио-драме «Даврос» не появляются далеки, намекает на то, что её события происходят в период между происходящим в финальном эпизоде серии «Воскрешение далеков» и событиями серии «Откровение далеков». Даврос пытается манипулировать экономикой галактики, сделав её зависимой от военной сферы, как на Скаро. Однако Шестой Доктор помешал этим планам и все корабли взрываются (об этом событии мельком упоминается в сериале). Даврос также упоминает, что у него есть намерения бороться с голодом, что является прямой отсылкой к событиям серии «Откровение далеков».
В «Миссии Давроса» (англ. The Davros Mission), в которой главным героем является сам создатель далеков (Доктор вообще не появляется в этой аудио-драме), рассказывается о том, как учёный покинул планету Некрос, и начале суда над ним. В конце концов, Даврос мстит далекам и заставляет их выполнять свои указания. Мини-сериал Big Finish под названием «Я, Даврос» (англ. I, Davros) также содержит сцены суда далеков над Давросом, но главным образом он рассказывает о молодости учёного. Во всех четырёх историях он является подростком, то есть события происходят задолго до происходящего в серии «Происхождение далеков».
«Проклятие Давроса» (англ. The Curse of Davros) начинается с того, что Даврос и далеки пытаются изменить исход сражения при Ватерлоо, используя особое устройство, позволяющее брать под контроль разум людей. Ситуацию усложняется, когда выясняется, что Шестой Доктор использует это же устройство, чтобы разрушить планы далеков изнутри. В результате на поле боя остаются далеки с полностью очищенной памятью. По-видимому именно их Даврос впоследствии превратит в имперских далеков.
В аудио-постановке «Джаггернауты» (англ. The Juggernauts) Даврос скрывается от изначальных далеков. Он планирует добавить человеческие ткани к роботам Механоидам, используя их, а также лояльных ему далеков, чтобы уничтожить изначальных. В конце «Джаггернаутов» активируется механизм самоуничтожения Давроса и происходит взрыв, однако это не объясняет каким образом учёный смог выжить, чтобы потом стать Императором. Однако на DVD среди дополнительного материала можно найти предположение режиссёра Гарри Рассела, что создатель далеков мог выжить, но в результате этого взрыва от него мало, что осталось. Это также объясняет тот факт, что в серии «Поминовение далеков» зритель видит лишь его голову, окружённую проводами.
В истории с Восьмым Доктором «Террор Фирма» (англ. Terror Firma), события имеют место после произошедшего в серии «Поминовение далеков») Даврос командует армией далеков, успешно завоевавшей Землю. Он показан намного более психически нестабильным, чем раньше: у него наблюдаются симптомы раздвоения личности (в его голове одновременно сосуществуют «Даврос» и «Император»). Когда далеки понимают это, они отказываются ему подчиняться. В конце концов личность Императора становится доминирующей и они вновь начинают слушаться его, после чего покидают Землю.

### Роман
События «Террора Фирма» могут противоречить сюжету романа Джона Пила из цикла Eighth Doctor Adventures «Война далеков» (англ. War of the Daleks). Согласно сюжету невредимый Даврос взят под стражу по приказу Далека Прайма, совмещающего в себе функции Императора и Верховного далека. По словам Далека Прайма, Скаро не была разрушена, так как далеки терраформировали Анталин, сделав его похожим на свою родную планету, и он будет разрушен вместо неё. Это является отговоркой, чтобы уничтожить далеков, присоединившихся к Давросу: и тех, которые будут на Скаро (Анталине), и тех, кто скрываются среди других далеков на (настоящем) Скаро. Несмотря на то, что на Земле XXII века была найдена информация о событиях «Поминовения далеков», и то, что об угрозе планете сообщило оборудование далеков, Далек Прайм всё равно допустил разрушение планеты, чтобы уничтожить лояльных Давросу сородичей. Он также утверждал, что война с мовелланами (и фактически большая часть истории его расы перед разрушением Скаро) является фикцией, созданной Давросом. Скаро, как позже сообщается, цел и невредим, а Далек Прайм, возможно, пытается ослабить претензии создателя далеков на лидерство, уничтожив и его, и его союзников.
«Война далеков», как и комиксы и аудио-постановки, не всегда признаётся каноном. В конце романа говорится, что Давроса расщепил паук-далек по приказу Далека Прайма, но ранее сообщалось, что среди пауков-далеков имеется спящий агент учёного, так что точно нельзя сказать, действительно ли он был расщеплён, или просто телепортирован в безопасное место.

### Рассказ
В рассказе Пола Корнелла «Инцидент касательно бомбардировки Колонии Фобоса» (англ. An Incident Concerning the Bombardment of the Phobos Colony) рассказывает о жизни Давроса где-то в период между событиями «Воскрешения далеков» и его становлением в роли Императора.

### Театр
В 1993 году Майкл Уишер и Питер Майлз приняли участие в постановке театральной пьесы «Суд над Давросом» в роли Давроса и его помощника Найдера соответственно (те же роли актёры играли в сериале). По сюжету Повелители времени судят создателя далеков, а его помощник является свидетелем.
В 2005 году было решено сделать ремейк этой пьесы, но уже при участии Терри Моллоя. Питер Майлз вернулся к своей роли Найдера. В сюжет была добавлена специальная видеозапись, показывающая все злодеяния далеков.
В 2008 году в концертном зале Royal Albert Hall состоялось представление под названием Doctor Who Prom. Джулиан Блич, исполнитель роли Давроса в возрождённом сериале, появился на сцене, полностью загримированным под своего персонажа, и объявил, что зал отныне его дворец, а все зрители — «его послушные рабы».

### Пародии от BBC
Телекомпания BBC регулярно делает пародии на свои самые популярные программы, которые потом показывает на рождественских представлениях. В 1993 году они представили забавную постановку, в которой Джон Бирт, тогда генеральный директор BBC, известный своей жёсткой политикой и диктаторским стилем управления, был представлен как Даврос. Были описаны необычные слияния отделов, выдача наград самому себе, а также исполнена песня I Wan’na Be Like You (её поёт король обезьян Луи в мультфильме «Книга джунглей»), текст которой был изменён таким образом, чтобы рассказывать будущее глазами Бирта-Давроса.

## Список появлений

### Серии
| Название                               | Оригинал                                         | Количество эпизодов | Премьера                                                                                       | Актёр          |
| -------------------------------------- | ------------------------------------------------ | ------------------- | ---------------------------------------------------------------------------------------------- | -------------- |
| «Происхождение далеков»                | Genesis of the Daleks                            | 6 × 25 мин.         | 8 марта 1975 года 15 марта 1975 года 22 марта 1975 года 29 марта 1975 года 12 апреля 1975 года | Майкл Уишер    |
| «Судьба далеков»                       | Destiny of the Daleks                            | 4 × 25 мин.         | 1 сентября 1979 года 8 сентября 1979 года 22 сентября 1979 года                                | Дэвид Гудерсон |
| «Воскрешение далеков»                  | Resurrection of the Daleks                       | 2 × 25 мин.         | 8 февраля 1984 года 15 февраля 1984 года                                                       | Терри Моллой   |
| «Откровение далеков»                   | Revelation of the Daleks                         | 2 × 45 мин.         | 23 марта 1985 года 30 марта 1985 года                                                          | Терри Моллой   |
| «Поминовение далеков»                  | Remembrance of the Daleks                        | 4 × 25 мин.         | 5 октября 1988 года 12 октября 1988 года 19 октября 1988 года 26 октября 1988 года             | Терри Моллой   |
| «Украденная Земля»/«Конец путешествия» | The Stolen Earth / Journey’s End                 | 2 × 45 мин.         | 28 июня 2008 года 5 июля 2008 года                                                             | Джулиан Блич   |
| «Ученик волшебника»/«Фамильяр ведьмы»  | The Magician’s Apprentice / The Witch’s Familiar | 2 × 45 мин.         | 19 сентября 2015 года 26 сентября 2015 года                                                    | Джулиан Блич   |
| «Пункт назначения: Скаро»              | Destination: Skaro                               | 1 × 5 мин.          | 17 ноября 2023 года                                                                            | Джулиан Блич   |

### Аудио-драмы
- «Даврос» / Davros
- «Джаггернауты» / The Juggernauts
- «Террор Фирма» / Terror Firma
- «Я, Даврос: Невинность» / I, Davros: Innocence
- «Я, Даврос: Чистота» / I, Davros: Purity
- «Я, Даврос: Коррупция» / I, Davros: Corruption
- «Я, Даврос: Вина» / I, Davros: Guilt
- «Миссия Давроса» / The Davros Mission
- «Мастера войны» / Masters of War — является частью расширенной вселенной Doctor Who Unbound, вне основного канона.
- «Проклятие Давроса» / The Curse of Davros
- «Далеки среди нас» / Daleks Among Us

### Видеоигры
- Dalek Attack — по сути это не настоящий Даврос, а созданный Доктором образ.
- Lego Dimensions — в пакете расширений под названием The Dalek’s Extermination of Earth Даврос и далеки являются главными антагонистами.

### Театральные постановки
- «Суд над Давросом» / The Trial of Davros (1993, 2005)
- Doctor Who Prom (27 июля 2008 года)[22][24]

## The Complete Davros Collection
26 ноября 2007 году в продажу поступил DVD-сборник под названием The Complete Davros Collection, в состав которого вошли все серии (как классические, так и новые) и некоторые аудио-драмы Big Finish с участием Давроса.
| Серии | Аудио-драмы Big Finish |
| --- | --- |
| «Происхождение далеков» «Судьба далеков» «Воскрешение далеков» «Откровение далеков» «Поминовение далеков» «Украденная Земля»/«Конец путешествия» «Ученик волшебника»/«Фамильяр ведьмы» | «Даврос» «Джаггернауты» «Я, Даврос: Невинность» «Я, Даврос: Чистота» «Я, Даврос: Коррупция» «Я, Даврос: Вина» «Миссия Давроса» |